# 129068 Alexmay
129068 Alexmay este o planetă minoră (asteroid) din centura de asteroizi. A fost descoperită pe 4 noiembrie 2004 la Catalina Station⁠(d) de Catalina Sky Survey. 
Obiectul prezintă o orbită caracterizată de o semiaxă mare de 2,988458257011 UAi, o excentricitate de 0,09, o înclinație de 1,7 ° în raport cu ecliptica.